# Yūji Katsuro
Yūji Katsuro (勝呂 裕司, Katsuro Yūji), né le 7 octobre 1949, est un coureur japonais du combiné nordique et sauteur à ski.

## Biographie
Dans le combiné nordique, il est deuxième du Festival de ski de Holmenkollen en 1971, derrière Rauno Miettinen et prend part aux Jeux olympiques d'hiver de 1972 à Sapporo au Japon, se classant cinquième, puis à ceux d'Innsbruck en 1976, où il est 21e.
En saut à ski, il participe à la Tournée des quatre tremplins en 1975.

## Palmarès

### Jeux olympiques
| Épreuve / Édition | Sapporo 1972 | Innsbruck 1976 |
| Individuel        | 5e           | 21e            |